# Sebestyén Sándor
Sebestyén Sándor, Schiff (Szeged, 1891. november 10. – Budapest, 1962. február 10.) magyar gordonkaművész, zenepedagógus. Felesége Mannaberg Rózsi zongoraművész, fia Sebestyén János csembaló- és orgonaművész volt.

## Élete
Schiff Ignác (1865–1925) mérnök, miniszteri tanácsos és Janovics Szeréna (1868–1939) gyermekeként született. Budapesten Schiffer Adolf, Berlinben Földesy Arnold tanítványa volt. Emellett tanári diplomát és 1914-ben bölcsészdoktorátust szerzett A primitív népek zenéje című disszertációjával. Az első világháború alatt a Nemzeti Zenede tanára volt. 
1921-ben feleségével néhány évre Svédországba távozott, ahol mint koncertező gordonkaművész és mint tanár működött, 1921–1925-ben a göteborgi Nagy Színház szólógordonkása volt. 
1926 után Budapesten a Székesfővárosi Felsőbb Zeneiskolában tanított, ugyanakkor az Magyar Állami Operaház zenekarában, majd a Székesfővárosi Zenekar együttesében is játszott. 1945 után a MÁV Szimfonikus Zenekar szólógordonkása lett, s pedagógusként haláláig a Bartók Béla Zeneművészeti Szakiskolában is dolgozott. 1947-ben megszervezte és haláláig vezette a Vasutas Szakszervezet zeneiskoláját.
Felesége Mannaberg Rózsi volt, akivel 1921. március 21-én Budapesten kötött házasságot. 1922. július 31-én kikeresztelkedtek a református vallásra.

## Főbb művei
- A primitív népek zenéje (Budapest, 1914)
- A gordonkajáték technikája és tanításának módszere (Budapest, 1917)
- Vonóshangszerek tanításának akusztikus megalapozása (Budapest, 1923)
- A gordonkajáték technikájának elemzése (Budapest, 1936)
- Hamis megfigyelések és tévedések a vonóshangszerjáték technikájában és tanításában (Budapest, 1937)
- Gordonkametodikai jegyzetek (Budapest, 1956)